# Біг до моря
«Біг до моря» (фр. Course à la mer, нім. Wettlauf zum Meer, англ. Race to the Sea) — період у Першій світовій війні, а саме на Західному фронті (16 вересня — 15 жовтня 1914 року), під час якого супротивники, Німеччина з одної сторони та Франція й Англія з іншої, намагались обійти одне одного з флангів і вийти до Північного моря. Вважалось, що той, хто матиме вихід до нього матиме перевагу у веденні бойових дій.

## Загальна характеристика
Маневрена операція, яку в історіографії назвали «Бігом до моря» розпочалася 16 вересня 1914 року. Після закінчення боїв на Ені утворився позиційний фронт. Але в обидвох сторін був відкритий фланг, а простір між позиціями на Ені й Північним морем, який становив близько 200 км, залишився вільним. Однак німецька армія також намагалася зайняти цю ділянку фронту.
У підсумку відбулося декілька боїв за участю доволі значних сил впродовж близько одного місяця. Проте у підсумку жодній країні не вдалося вийти до моря. Ця військова операція мала загалом негативний характер для всіх учасників, оскільки привела лише до розтягування лінії фронту.